# George Spalding

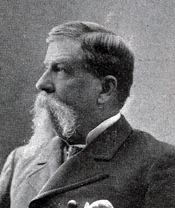
George Spalding

George Spalding (* 12. November 1836 in Blairgowrie, Perthshire, Schottland; † 13. September 1915 in Monroe, Michigan) war ein US-amerikanischer Politiker. Zwischen 1895 und 1899 vertrat er den Bundesstaat Michigan im US-Repräsentantenhaus.

## Werdegang
Im Jahr 1843 kam George Spalding mit seinen Eltern in die Vereinigten Staaten, wo sich die Familie zunächst in Buffalo im Bundesstaat New York niederließ. Dort besuchte er die öffentlichen Schulen. Nach einem Umzug nach Monroe in Michigan war er in den Jahren 1860 und 1861 in seiner neuen Heimatstadt als Lehrer tätig. Während des Bürgerkrieges diente er als Offizier einer Kavallerieeinheit aus Tennessee im Heer der Union. Bei Kriegsende hatte er es bis zum Oberst gebracht. Von 1866 bis 1870 war Spalding Posthalter in Monroe. Danach arbeitete er zwischen 1871 und 1875 für das Bundesfinanzministerium. Im Jahr 1876 wurde Spalding zum Bürgermeister von Monroe gewählt. Außerdem war er Vorsitzender des Bildungsausschusses. Zwischen 1885 und 1897 gehörte er dem Kontrollausschuss des State Industrial Home for Girls an. Nach einem Jurastudium und seiner im Jahr 1878 erfolgten Zulassung als Rechtsanwalt begann er in seinem neuen Beruf zu arbeiten.
Politisch war Spalding Mitglied der Republikanischen Partei. Bei den Kongresswahlen des Jahres 1894 wurde er im zweiten Wahlbezirk von Michigan in das US-Repräsentantenhaus in Washington, D.C. gewählt, wo er am 4. März 1895 die Nachfolge von James S. Gorman antrat. Nach einer Wiederwahl im Jahr 1896 konnte er bis zum 3. März 1899 zwei Legislaturperioden im Kongress absolvieren. In diese Zeit fiel der Spanisch-Amerikanische Krieg von 1898. Damals kamen auch die Philippinen und Hawaiʻi unter amerikanische Verwaltung.
Im Jahr 1898 wurde Spalding von seiner Partei nicht mehr zur Wiederwahl nominiert. Zwischen 1899 und 1907 war er erneut Posthalter in Monroe. Gleichzeitig arbeitete er als Anwalt sowie auch in der Landwirtschaft. George Spalding wurde zudem Präsident der First National Bank of Monroe. Er starb am 13. September 1915 in seiner Heimatstadt Monroe, wo er auch beigesetzt wurde.